# Podando
Podando es un tipo de compuesto acíclico, formado por cadenas lineares con brazos ramificados, con dos o más pares de grupos funcionales posicionados en intervalos definidos o divididos por una unidad espaciadora, para así maximizar la afinidad huésped-hospedero. Los podandos contienen varios enlaces rotantes, dándoles un mayor grado de flexibilidad para producir un complejo huésped-hospedero más estable. Los sistemas acíclicos como los podandos tienen una estabilidad termodinámica menor a los compuestos cíclicos, debido a la proximidad de los sitios de enlace en el anillo.